# Pseudacris nigrita
Pseudacris nigrita es una especie de anfibio anuro distribuido por los Estados Unidos. Su natural hábitat son los bosques templados, ríos, ríos intermitentes, pantanos de agua dulce intermitentes, manantiales de agua dulce, estanques , excavaciones abiertas, y los canales y acequias. Está amenazado por pérdida de hábitat .